# Dębiny (powiat sępoleński)
Dębiny – wieś w Polsce położona w województwie kujawsko-pomorskim, w powiecie sępoleńskim, w gminie Sośno.
W latach 1975–1998 miejscowość należała administracyjnie do województwa bydgoskiego. Według Narodowego Spisu Powszechnego (III 2011 r.) liczyła 300 mieszkańców. Jest szóstą co do wielkości miejscowością gminy Sośno.